# Probolomyrmex salomonis
Probolomyrmex salomonis är en myrart som beskrevs av Taylor 1965. Probolomyrmex salomonis ingår i släktet Probolomyrmex och familjen myror. Inga underarter finns listade i Catalogue of Life.

## Bildgalleri

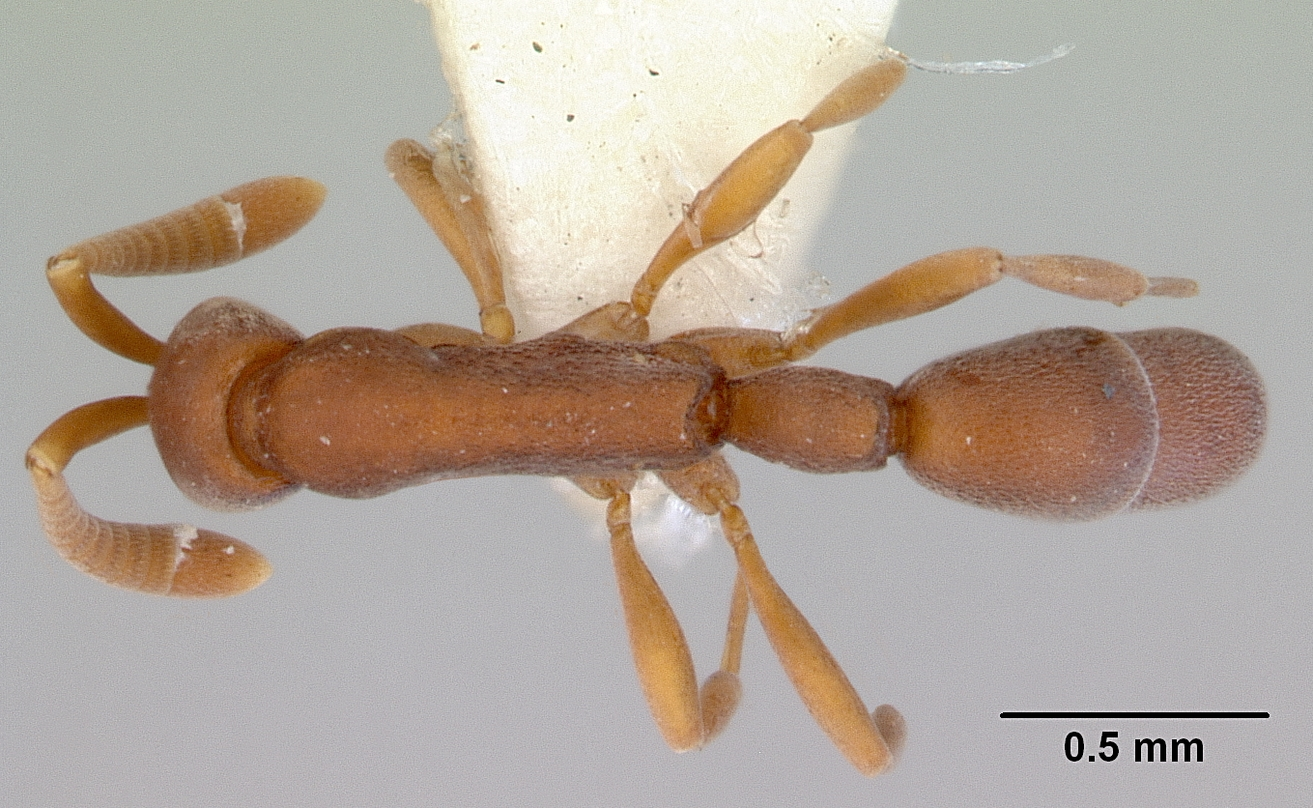
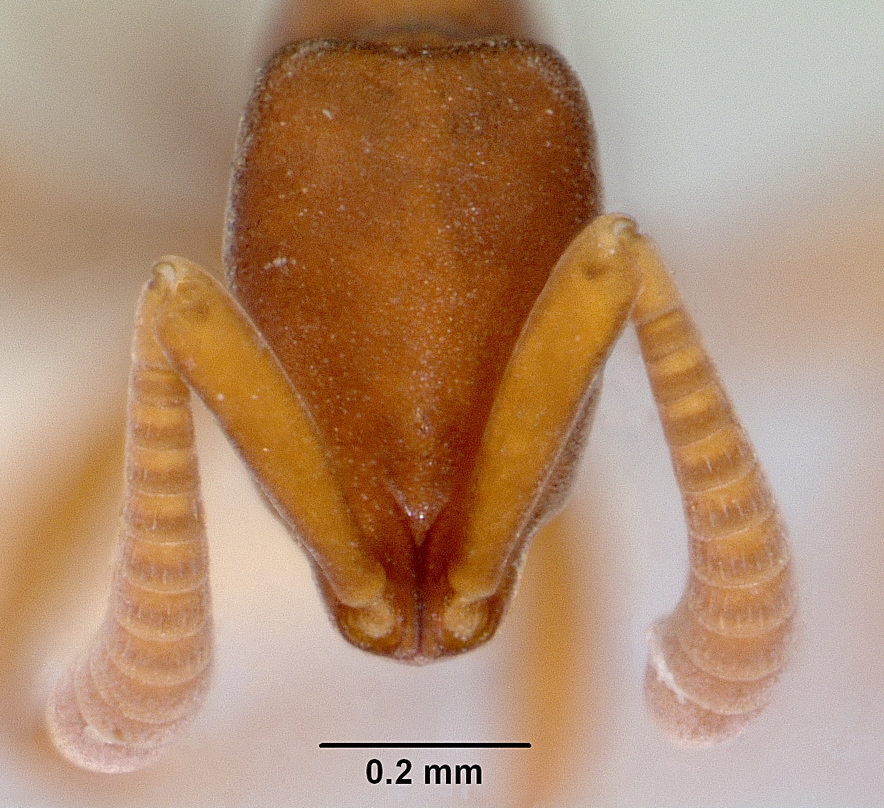
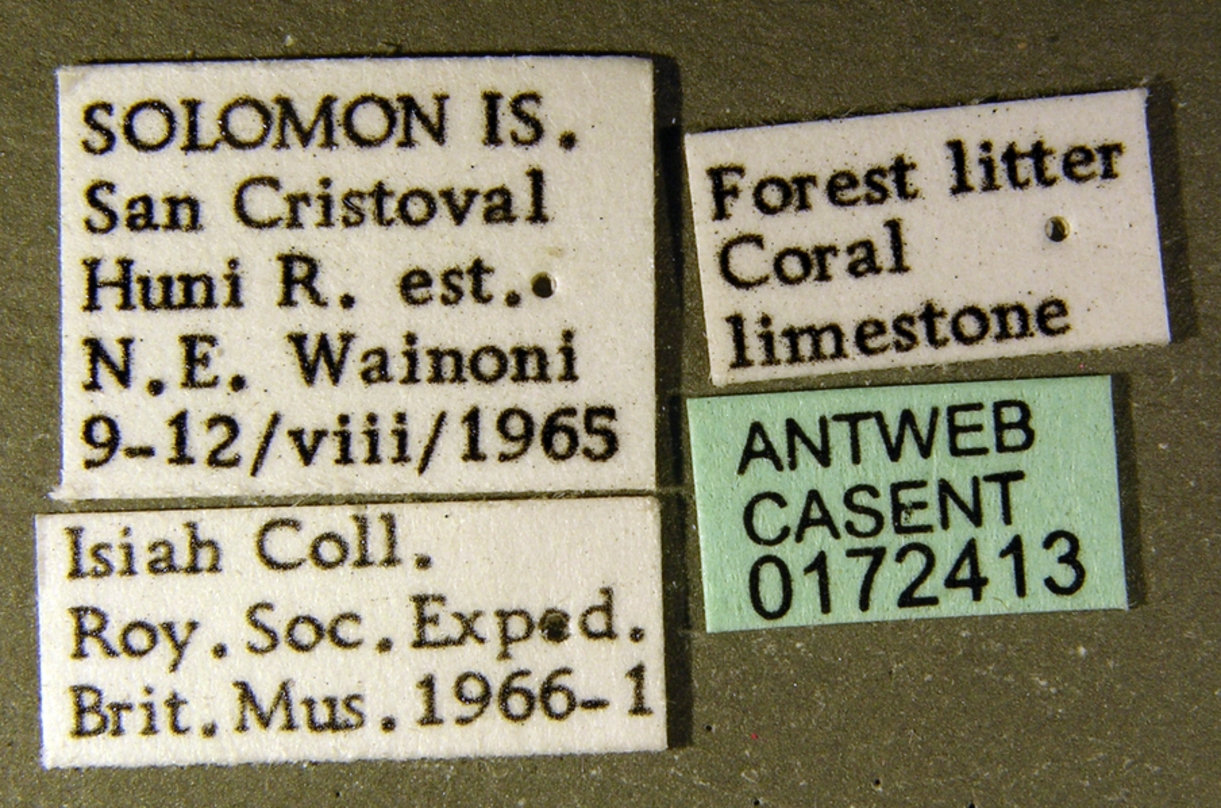
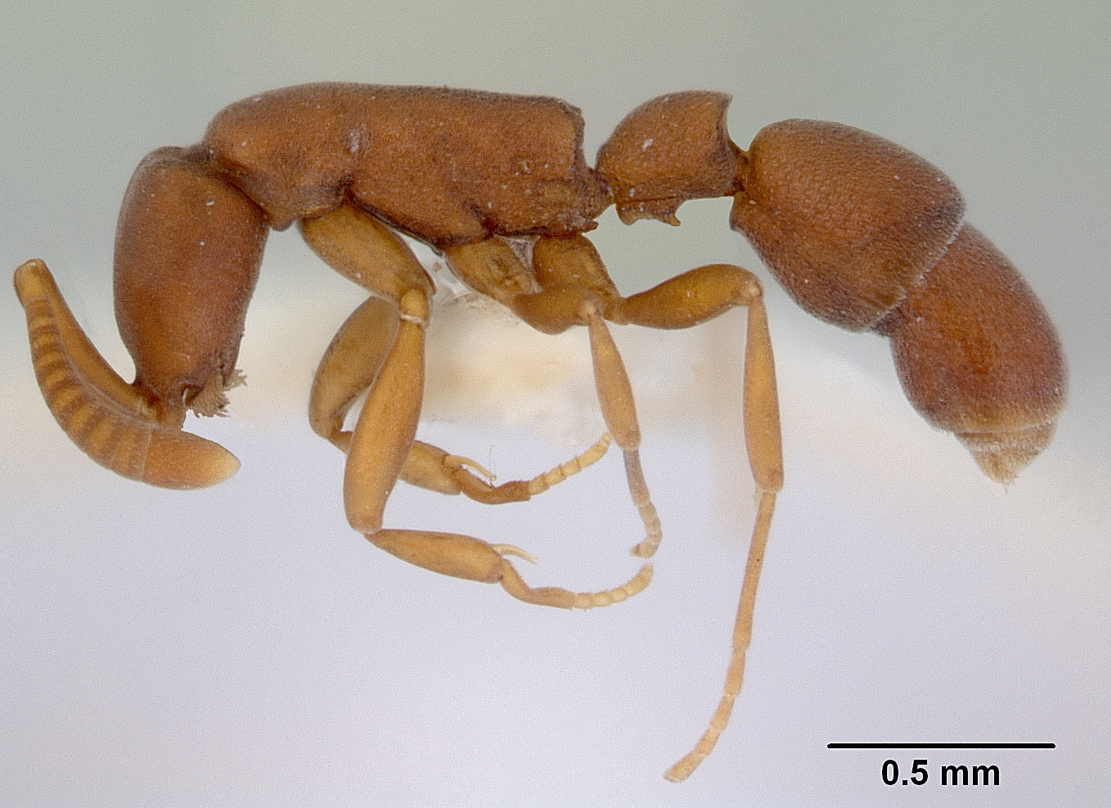